# Crotalaria flavicarinata
Crotalaria flavicarinata är en ärtväxtart som beskrevs av Baker f.. Crotalaria flavicarinata ingår i släktet sunnhampor, och familjen ärtväxter. Inga underarter finns listade i Catalogue of Life.